# Dambach (Ehingen)
Dambach is een plaats in de Duitse gemeente Ehingen (Middel-Franken), deelstaat Beieren.